# Walther Gottfried Klucke
Walther Gottfried Klucke (* 20. Juli 1899 in Wattenscheid; † 29. September 1951 ebenda) war ein deutscher Schriftsteller.

## Leben
Walther Gottfried Klucke war der Sohn eines Lehrers. Er nahm als Soldat am Ersten Weltkrieg teil und geriet an der Westfront in Kriegsgefangenschaft. Nach 1918 war er als Bankangestellter, Werbetexter, Handelsvertreter und Vortragskünstler tätig. Ab 1934 veröffentlichte Klucke eine Reihe von Theaterstücken und Hörspielen, meist zu historischen Themen, ab 1940 auch erzählende Werke.

## Werke
- Einsiedel, Berlin 1934
- Ein wunderbares Land, Berlin 1935
- Kämpfer und Träumer, Berlin 1936
- Das Wappen der Prasöhns, Berlin 1936
- Alja und der Deutsche, Berlin 1937
- Eine Frau, die denkt!, Berlin 1937
- "Kämpfer und Träumer" und andere ausgewählte Werke, Dortmund 1939
- Begegnung in Polen, Berlin 1940
- Befehl ist Befehl, Berlin 1941
- Liebe Mutter, Berlin 1941
- Begegnung in Dresden, Berlin 1942
- Die Frankfurter Depeschen, Berlin [u. a.] 1942
- Der Liebesbote, Leipzig [u. a.] 1943
- Die Reise nach Rastatt, Berlin [u. a.] 1943
- Itta, Braunschweig 1947
- Die Stunde des Pontius Pilatus, Braunschweig [u. a.] 1947
- Die dämonische Nacht, Braunschweig 1948
- Der Tag vor dem Fest, Berlin [u. a.] 1949
- Der Spötter von Korinth, Minden (Westf.) 1950